# Asamblea Nacional de la Persona Joven
La Asamblea Nacional de la Persona Joven (ANPJ), oficialmente la Asamblea Nacional de la Red Nacional Consultiva de la Persona Joven, es el órgano colegiado y máximo representante de la Red Consultiva Nacional de la Persona Joven de Costa Rica, encargado de discutir y votar la propuesta de política pública de las personas jóvenes costarricenses, elaborada por el Consejo de la Persona Joven. Su actual presidente es el representante Jesús Morales Calderón.

## Funciones
La Asamblea Nacional de la Persona Joven deberá reunirse tres veces al año. Celebrará una asamblea ordinaria cada cuatro meses o cuando por mayoría simple de los representantes a dicha Asamblea se solicite a la Dirección Ejecutiva una reunión extraordinaria. Al menos un 2,5% del presupuesto del Consejo de la Persona Joven se destinará al financiamiento de estas asambleas.
Los acuerdos se tomarán por mayoría simple de los votos presentes. En caso de empate, el asunto se someterá a una segunda votación. Si dicho empate persiste, el asunto en trámite será desechado.
La Asamblea designará también a tres personas jóvenes representantes ante la Junta Directiva del Consejo de la Persona Joven, quienes durarán en sus cargos 2 años y podrán ser reelegidas por una única vez. En los años impares, esta Asamblea designará a una persona de estos representantes y en los años pares a las dos restantes.
Por último, del pleno de la Asamblea se elegirá, por mayoría simple, a una persona que ejerza la presidencia, quien moderará el debate. Asimismo, se elegirá a una persona que ejerza la secretaría, quien llevará el seguimiento documentado de todas las reuniones. Ambas serán elegidas por un período de un año, al final del cual deberán entregar los respectivos informes al pleno de la Asamblea.

## Estructura
La Asamblea Nacional de la Persona Joven se encuentra constituida por un total de 126 representantes, donde cada uno representa a un sector en específico. Del total de representantes ante la Asamblea, una mayoría de 82 representan a los Comités Cantonales de la Persona Joven (CCPJ), los cuales tienen presencia en cada uno de los cantones del país y forman parte de la Red Nacional Consultiva de la Persona Joven. Cada Comité podrá nombrar a una persona joven del cantón quien lo representará ante la Asamblea.
El resto de representantes ante la Asamblea se conforman por representantes de las organizaciones juveniles de la mayoría de partidos políticos presentes en la Asamblea Legislativa, representantes de diferentes asociaciones de desarrollo comunal, representantes de diferentes organizaciones no gubernamentales (ONG), representantes de las federaciones estudiantiles de las cinco universidades públicas de Costa Rica (UCR, UNA, TEC, UNED, UTN), representantes de diferentes universidades privadas, representantes de diferentes instituciones parauniversitarias, representantes de diferentes grupos étnicos del país, y representantes de diferentes asociaciones para personas con discapacidad.
Actual conformación de la Asamblea Nacional de la Persona Joven.
|                                                      |        |                |
| Sectores en la Asamblea Nacional de la Persona Joven |        |                |
| Sector                                               | Sector | Representantes |
| Comités Cantonales de la Persona Joven               |        | 82             |
| Partidos políticos                                   |        | 20             |
| Asociaciones de desarrollo comunal                   |        | 2              |
| Organizaciones no gubernamentales                    |        | 5              |
| Universidades públicas                               |        | 5              |
| Universidades privadas                               |        | 3              |
| Instituciones parauniversitarias                     |        | 2              |
| Grupos étnicos                                       |        | 5              |
| Asociaciones para personas con discapacidad          |        | 2              |

## Titulares

### Presidentes
| - Leonardo Méndez Garita (2003-2004) - Bernardo López González (2004-2006) - Fernán Campos Rojas (2006-2008) - José Miguel Salas Díaz (2008-2009) - Roger Bolaños Navarro (2009-2010) - José Ignacio Fernández Víquez (2010-2011) - Dimas Serrano Aguilar (2011-2012) | - Jefferson Brenes Jiménez (2012-2014) - Enrique Solís Barrantes (2014-2015) - Thomas Chacón Leiva (2015-2016) - Deiby Porras Arias (2016-2018) - Nicole Mesén Sojo (2018-2019) - Evelyn Vásquez Villalobos (2019-2020) - Juan Pablo Fernández de la Herrán (2020-2021) - Jesús Morales Calderón (2021-2023) - Steven Mauricio Acuña Jiménez (2023-2024). |